# 斯蒂芬·勒哈

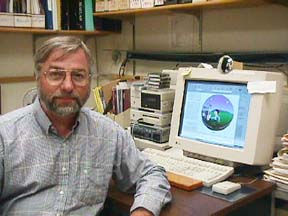
Steven Lehar

斯蒂芬·勒哈（英語：Steven Lehar）是一个独立的研究学者，他在哲学、心理学、生物视觉和认知科学方面提出了许多激进的观点。

## 认知论
勒哈最激进的观点可能在于人对世界的认识。他认为人们看到的事物并不是它们真实的样子，而是人内心中它的样子。这种观点通常被表述为间接认知、间接现实主义、表象主义和认识二元论。
这种观点并不是全新的，最早由伊曼努尔·康德提出，后来又由伯特兰·罗素和沃尔夫冈·苛勒以及柏林学院的格式塔学派进一步发展。这种观点从来没有被主流所接受，在今天仍然是少数派观点。对表象主义最常见的一种批评是小小人谬误，勒哈曾经专门反驳这种批评，这是他对这一学说的贡献之一（参考他的论文 （页面存档备份，存于）和书“脑中的世界” （页面存档备份，存于））。勒哈认为认知是间接性的，他指出认知空间是扭曲的，或者说是异常的，显然这种特性并不是真实的世界特有的。比如你站在一条又直又长的路中间。你会感到路在远处尽头相交成了一点，但是在你的视线范围以内，你却会认为路是平行的、直的。（参考他的文章）

## 生物视觉
表象主义暗示大脑中相似的表象中存在立体移动彩色的图像，但是这与当前的神经科学是相矛盾的——因为头脑中并没有发现有图像存在。勒哈在他的谐振理论中反驳到，大脑中的图像实际上是以电化学震荡波的方式存在的。